# Dysstroma occidentata
Dysstroma occidentata là một loài bướm đêm trong họ Geometridae.